# Агино-Село (Босния и Герцеговина)
Агино-Село (серб. Агино Село / Agino Selo) — село в общине Баня-Лука Республики Сербской Боснии и Герцеговины. Население составляет 489 человек по переписи 2013 года.

## Население

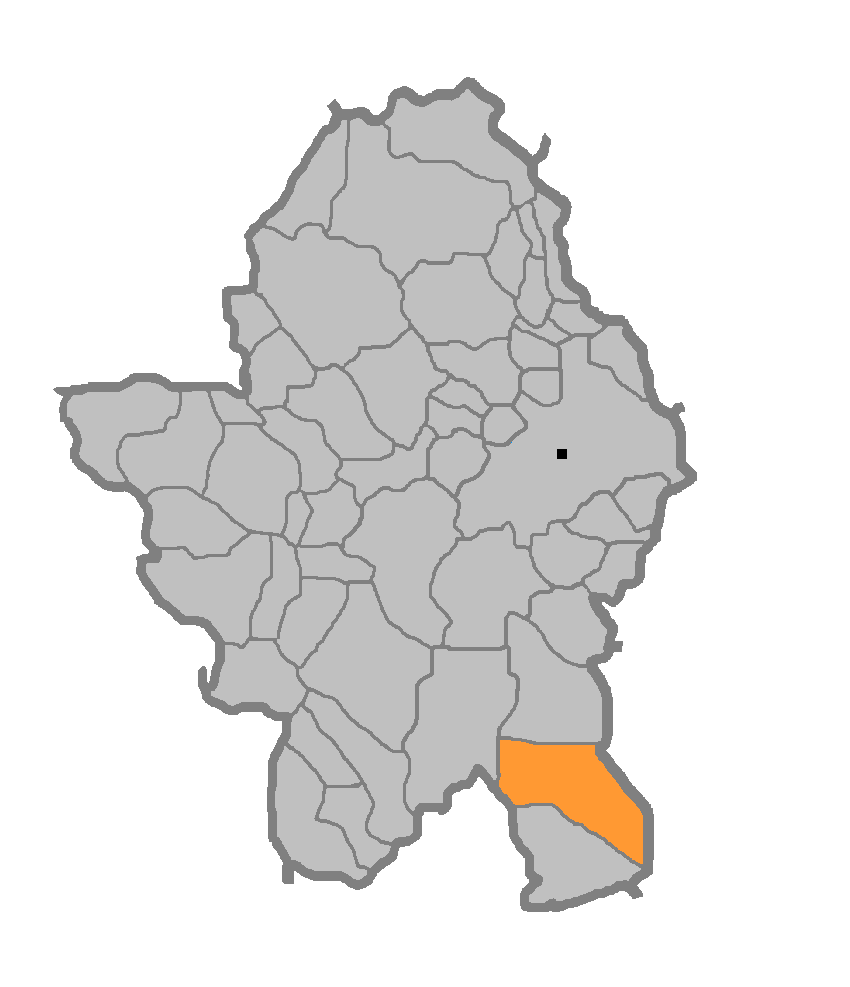
Агино-Село и его территория на карте общины Баня-Лука

## Достопримечательности
Есть Храм Покрова Пресвятой Богородицы (Сербская православная церковь).